# Bruno Leali
Bruno Leali es un ciclista italiano nacido en Roe Volciano, el 6 de marzo de 1958. Fue ciclista profesional desde 1979 a 1994. Tras su retirada fue director deportivo de conjuntos profesionales como el Brescialat, el San Marco Group, el Riso Scotti o el Mercatone Uno, así como varios equipos de categoría amateur.
El 15 de mayo de 2011 fue sancionado de por vida tras haber encontrado productos farmacéuticos prohibidos y recetas médicas en su habitación cuando ejercía como mánager del equipo aficionados Lucchini Unidelta.

## Palmarés
| 1980 - 1 etapa de la Vuelta al País Vasco 1984 - 1 etapa de la Ruota d'Oro - 1 etapa del Giro de Italia 1985 - Giro de Lazio 1987 - Campeonato de Italia en Ruta - Coppa Agostoni - Trofeo Baracchi (con Massimo Ghirotto) | 1989 - Settimana Ciclistica Internazionale 1991 - 1 etapa del Gran Premio de Midi Libre |

## Resultados en las grandes vueltas
| Carrera         | 1979 | 1980 | 1981 | 1982 | 1983 | 1984 | 1985 | 1986 | 1987 | 1988 | 1989 | 1990  | 1991 | 1992 | 1993 | 1994 |
| --------------- | ---- | ---- | ---- | ---- | ---- | ---- | ---- | ---- | ---- | ---- | ---- | ----- | ---- | ---- | ---- | ---- |
| Giro de Italia  | -    | 65.º | 28.º | 52.º | 19.º | 20.º | 80.º | 58.º | 57.º | -    | Ab.  | 120.º | 70.º | 18.º | 15.º | 47.º |
| Tour de Francia | 77.º | -    | -    | 76.º | -    | 76.º | Ab.  | 73.º | -    | 77.º | -    | -     | -    | -    | -    | -    |
| Vuelta a España | -    | -    | -    | -    | -    | -    | -    | -    | -    | -    | -    | Ab.   | -    | 88.º | 51.º | Ab.  |
| Mundial en Ruta | -    | -    | -    | -    | -    | 15.º | 58.º | 78.º | 53.º | 66.º | -    | -     | -    | -    | -    | -    |

-: no participa

Ab.: abandono